# 蒙蒂尼-蒙福尔
蒙蒂尼-蒙福尔（法語：Montigny-Montfort，法語發音：[mɔ̃tiɲi mɔ̃fɔʁ]）是法国科多尔省的一个市镇，位于该省西部偏北，属于蒙巴尔区。该市镇于1790-1794年间由蒙蒂尼（Montigny）和蒙福尔（Montfort）合并而成。

## 地理
蒙蒂尼-蒙福尔（47°34'41"N, 4°20'40"E）面积17.13 平方千米，位于法国勃艮第-弗朗什-孔泰大區科多尔省，该省份为法国中东部省份，北起奥布省，西接涅夫勒省和约讷省，南至索恩-卢瓦尔省，东南接汝拉省，东临上索恩省，东北部与上马恩省接壤。
与蒙蒂尼-蒙福尔接壤的市镇（或旧市镇、城区）包括：蒙巴尔、维莱讷莱普雷沃特、瑟纳伊、维塞尔尼、伯努瓦塞、尚杜瓦索、库尔塞勒莱蒙巴尔、克雷庞、格里尼翁、诺让莱蒙巴尔。

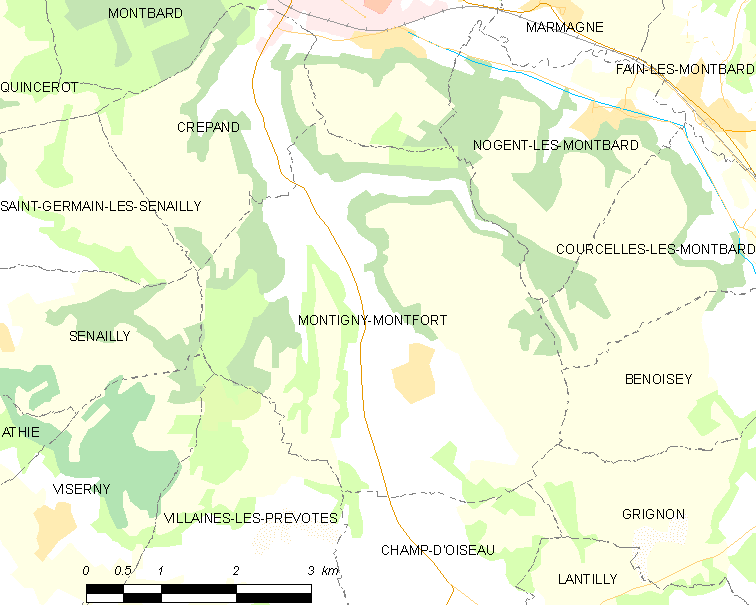
蒙蒂尼-蒙福尔的OSM定位图

蒙蒂尼-蒙福尔的时区为UTC+01:00、UTC+02:00（夏令时）。

## 行政
蒙蒂尼-蒙福尔的邮政编码为21500，INSEE市镇编码为21429。

## 政治
蒙蒂尼-蒙福尔所属的省级选区为蒙巴尔县。

## 人口

1962-2008年间蒙蒂尼-蒙福尔人口变化图示

蒙蒂尼-蒙福尔于2022年1月1日时的人口数量为277人。